# Bank of New Zealand
El Bank of New Zealand (BNZ) es uno de los bancos más grandes de Nueva Zelanda. Fue fundado en 1861 en la ciudad de Auckland y en diciembre del mismo año abrió su primera sucursal en Dunedin en diciembre de 1861. Hoy en día la operación del banco incluye servicios financieros institucionales, empresariales y banca detallista. El banco da empleo a más de 5000 personas en Nueva Zelanda. En 1992 el banco fue adquirido por el  National Australia Bank y actualmente opera como una subsidiaria de este, aunque es dirigido localmente por un consejo de administración neozelandés.